# Семёнов-Тян-Шанский, Владимир Вениаминович
Семенов-Тян-Шанский Владимир Вениаминович (1899, Санкт-Петербург — 1973, Ленинград) — видный учёный в области теории корабля и корабельной гидродинамики, педагог-реформатор, доктор технический наук, профессор (1953), более 25 лет возглавлял кафедру теории корабля в Ленинградском кораблестроительном институте, декан кораблестроительного факультета, основатель научной школы. Заслуженный деятель науки и техники РСФСР (1969).

## Биография
Родился в 1899 году в Санкт-Петербурге, в дворянской семье знаменитых русских учёных. Его дед Пётр Петрович Семенов-Тян-Шанский — выдающийся русский географ, путешественник, экономист, общественный деятель, отец Вениамин Петрович — профессор, русский и советский статистик и географ. В 1910 году поступил во второй класс Выборгского восьмиклассного коммерческого училища. После окончания в 1917 году училища с золотой медалью для дальнейшего образования выбрал кораблестроительный факультет Петроградского политехнического института, в который и поступил в том же году. С октября 1918 года, вынужденно прервав учёбу, работал статистиком Государственного географического общества, районным инструктором общегражданского кооперативного объединения «Петроградская кооперация», чертёжником железнодорожного строительства «Рыбинсктройка». В 1919—1920 годах служил красноармейцем 5-го запасного стрелкового полка во Владимире. В марте 1920 года демобилизован из Красной армии и откомандирован для продолжения учёбы. Окончил Ленинградский политехнический институт им. М. И. Калинина в 1926 году. Работал в КБ Балтийского завода, проектировал первые советские пассажирские теплоходы. В 1931—1936 годах руководил сектором в «Судопроекте», затем работал в КБ завода им. Жданова. С 1932 года преподавал в Ленинградском кораблестроительном институте (бывшем кораблестроительном факультет Ленинградского политехнического института, ставшем в 1930 году самостоятельным вузом). Во время Великой Отечественной войны остался и работал в блокадном Ленинграде — обобщал характер боевых повреждений кораблей. Заведовал кафедрой теории корабля с 1946 по 1972 год, был деканом кораблестроительного факультета ЛКИ с 1956 по1962 год.
Разработал теорию и метод расчёта бокового спуска корабля. Руководил экспериментальными исследованиями продольного спуска крупных кораблей (ледокола «Ленин», плавбаз «Посьет» и «Восток»), а также боковой качки ряда серий транспортных и буксирных судов с широкой вариацией их характеристик. В 1960 году совместно и Дмитрием Дорогостайским разработал теорию диаграмм минимальной остойчивости судна и теорию диаграмм минимальной работы, которые стали крупным вкладом в развитие теории непотопляемости судна.
Автор фундаментальных учебников «Статика корабля» (1940), более пятидесяти лет остававшегося настольной книгой многих поколений студентов и инженеров-кораблестроителей, «Статика и динамика корабля» (1969, 1973), «Качка корабля» (1969).
Доктор технических наук (1953), профессор (1953). Заслуженный деятель науки и техники РСФСР.

## Награды
- Медаль «За оборону Ленинграда» (19.06.1943).
- Орден «Знак Почёта» (1953).
- Орден Трудового Красного Знамени (1957).

## Семья
6 августа 1926 года обвенчался в Свято-Троицком соборе с Верой Викторовной Тагеевой. В 1928 году у четы родилась дочь Марина, в 1932 году — Александра, в 1943 году — Наталья.